# Lascia ch'io pianga

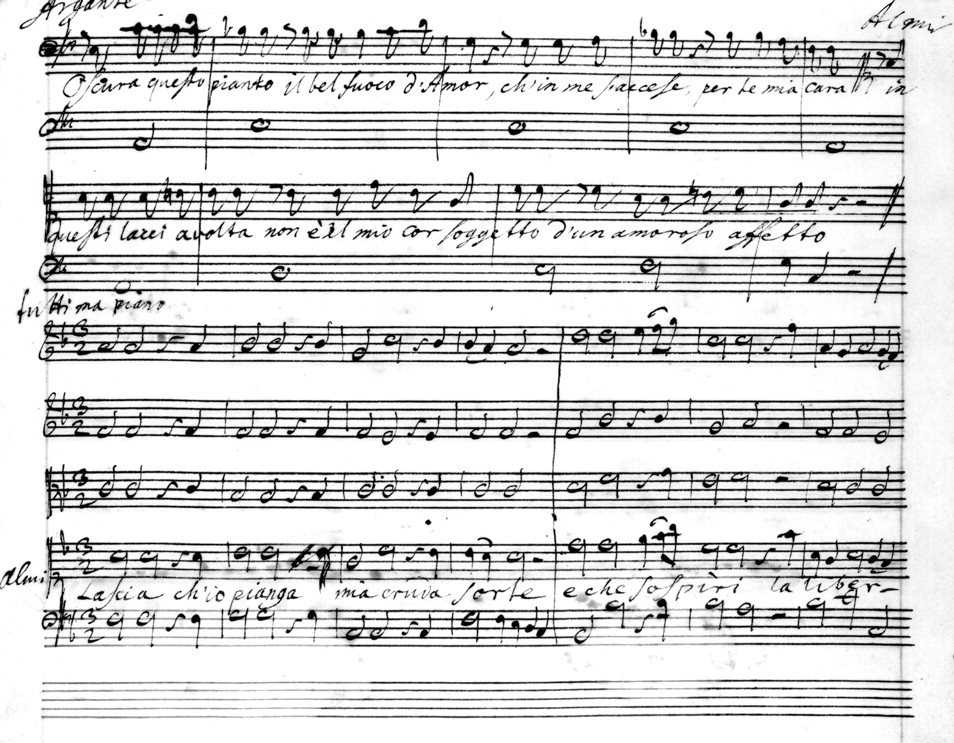
Händels autograaf van de partituur van de opera Rinaldo: Het recitatief en begin van de aria

Lascia ch'io pianga is een van de beroemdste aria's van de Duits-Britse barokcomponist George Friedrich Händel. De toonzettingⓘ  van zijn hand dateert al uit 1705, maar het stuk vond pas roem toen Händel het gebruikte als klaagzang in zijn opera Rinaldo, die in 1711 in Londen in première ging. Het is in de 21ste eeuw een van de populairste klassieke melodieën.

## Genese
De melodie werd voor het eerst publiekelijk gespeeld bij de première van Händels eerste opera, Almira, Koningin van Castilië, in het Hamburgse Theater am Gänsemarkt in 1705. In de derde akte, terwijl de continenten van de aarde als personages voorbijtrekken, is het een instrumentale omlijsting van de verbeelding van Azië.
In 1707 componeerde Händel tijdens een verblijf in  Rome het oratorium Il trionfo del Tempo e del Disinganno. Daarin gebruikte hij de melodie voor een zang van de allegorische figuur van Piacere ('plezier'): Lascia la spina, cogli la rosa – “Laat de doornen achter, pluk de roos”. Händel was goed in het recyclen van tekst en muziek en hergebruikte dit keer dezelfde tekst met een andere melodie, voor de pasticcio Giove in Argo.
Pas in de opera Rinaldo werd de muziek een klaagzang. Tijdens de actie, een fantasievol kruistochtdrama, wordt de christelijke maagd Almirena gevangengenomen en het hof gemaakt door de Saraceense koning Argante. Zij bidt Argante om te mogen huilen voor de verloren vrijheid teneinde genade en verlossing te verkrijgen (tweede akte, scène 4).

## Muzikale vorm
De melodie van de Lascia ch'io pianga is een klassieke sarabande, een plechtige dans in een langzame driekwartsmaat waar het accent op de tweede tel ligt. Het lied wordt gekenmerkt door korte, door opvallende rusten gestructureerde frasen, de afwisseling van terts-beklemtoonde toonherhalingen, grote intervallen en de modulatie van het middendeel via de mineurparallel naar de mineurparallel van de dominant. Het libretto van Giacomo Rossi met het voor zang nogal complexe rijmschema a-b-c-da-b-c-d is zo goed aangepast aan de melodie dat het contrafeitelijke karakter ervan in het geheel niet opvalt.
| Italiaanse tekst | Vertaling |  |
| Lascia ch’io pianga mia cruda sorte, e che sospiri la libertà. Il duolo infranga queste ritorte de’ miei martiri sol per pietà. | Laat mij mijn gruwelijk lot bewenen het verzuchten van de vrijheid. het doorbreken van mijn lijdensweg alleen door barmhartigheid. |  |

## Uitvoeringen
Van de vele uitvoeringen behoren die uit de film Farinelli en die van Barbra Streisand tot de bekendste. 
De film Antichrist van Lars von Trier bevat een vertolking door mezzosopraan Tuva Semmingsen & Barokksolistene, opgenomen in Kastelskirken in Kopenhagen.